# Rick Rozz
Rick Rozz właściwie Frederick DeLillo (ur. 9 stycznia 1967) – amerykański muzyk, kompozytor i instrumentalista. Wychowywał się w Apopka na Florydzie, gdzie uczęszczał do Lake Brantley High School. Znany głównie z występów w grupach muzycznych Massacre oraz Death. Od 2005 roku występuje w zespole Death Before Dying.